# درشن (ادیان هندی)

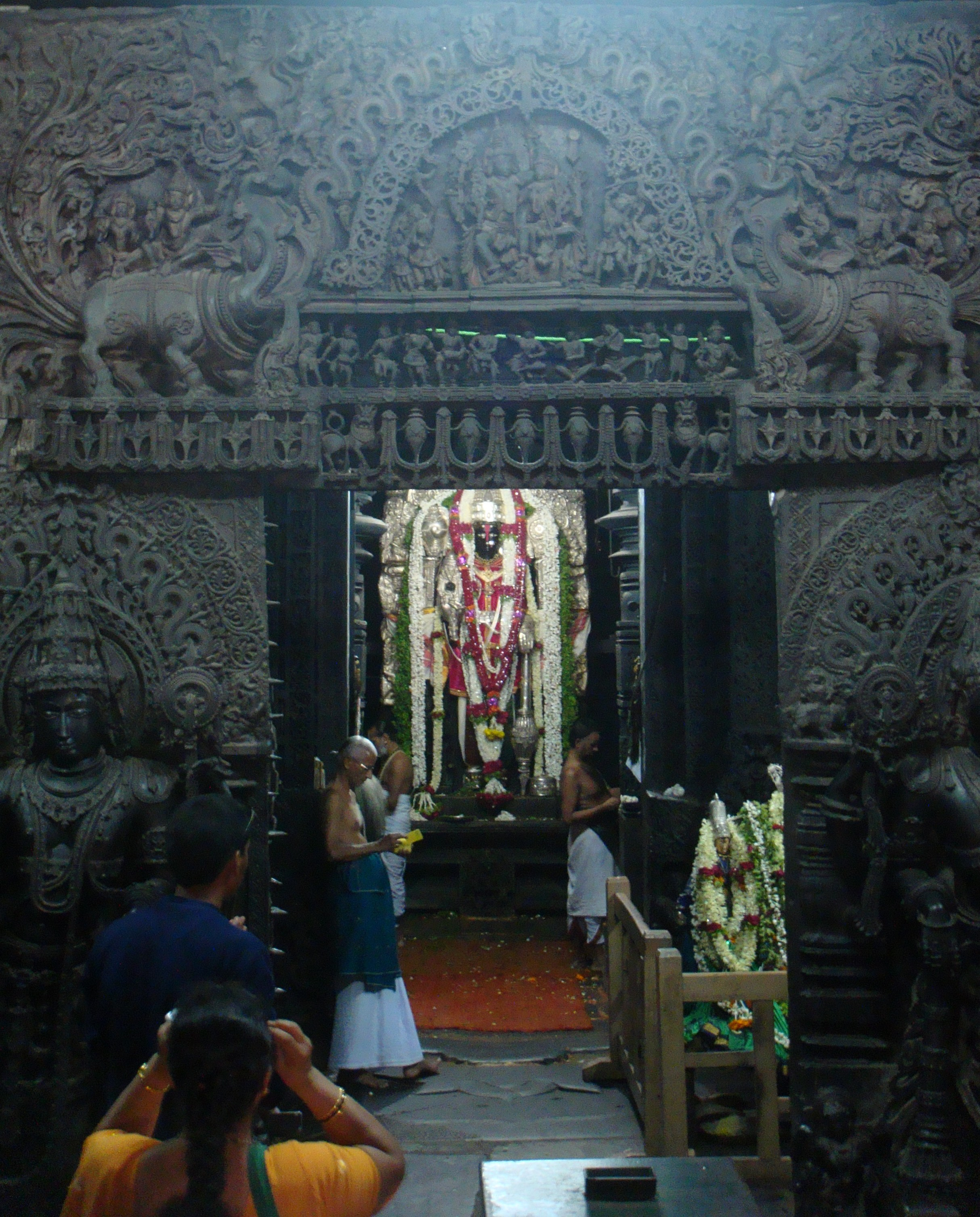
درشن در لغت به معنای «نگاه اجمالی» یا «نما» است. در یک معبد هندو، این اصطلاح به تماشای 'مقدس داخلی' معبد گربهگرها، که میزبان 'تصویر خدا' مورتی است، اشاره دارد. فداییانی که درشن خدای ویشنو را در پناهگاه داخلی معبد چناکشو، بلور، کارناتاکا می گیرند.

هندوان علوم نظری خود را درشن (سانسکریت: दर्शन، آوانگاری: Darśana، ت. «نشان دادن، ظاهر، منظره، دید، نگاه اجمالی») یا دیدگاه فلسفی و نظری می‌گویند. غرض از دیدگاه نظری دیدی است که ما از یک جنبهٔ واقعیت داریم و مکمل دیدگاه «خودشناسی» و «معرفت به برهمن» است.
این اصطلاح همچنین به هر یک از شش مکتب سنتی فلسفه هندو و ادبیات آنها در زمینه معنویت و رستگاری‌شناسی اشاره دارد.

## تعریف
درشن به عنوان منظره مبارک یک شخص مقدس توصیف می شود که بیننده را شایستگی می بخشد.
بیشتر برای خداحسابی  به معنای تجلی یا رؤیت الهی استفاده می شود.

## شش درشن
شش مکتب فلسفی برهمنی (آستیکه) بدون چون و چرا حقایق وداها را قبول دارند و از شریعت برهمنی پیروی می‌کنند و موجودیت خود را قائم بر آن می‌دانند. این شش مکتب را شش درشن گفته‌اند.

## یک جنبهٔ واقعیت
درشن در واقع افق مخصوص دید ما از واقعیت است، به عبارت دیگر دیدی است که ما از یک جنبهٔ واقعیت داریم. درشن را می‌توان از لحاظی به معنای آیین فلسفی دانست، چون هر درشنیی به منزلهٔ یک واحد مجزایی است که در آن افکار و آراء طبق نقشه ای خاص تنظیم شده و سازمان یافته‌اند.

## دانش کلی
جهان عینی بازتاب آگاهی کلی است، زیرا آگاهی فردی نمی‌تواند وجود مستقلی از خود داشته باشد. این آگاهی، جزء آگاهی کلی است.
از این رو است که در بند ۳، سوترای چهل ونه یوگا درشن می‌گوید: 
وقتی یوگی بی شباهتی خود را با عقل مشاهده نمود، درک می‌کند که آتمن عقل نیست، بلکه با رسیدن به آن یوگی به دانش کلی دست می‌یابد و آن گاه بر همه چیز دانا می‌شود. در این مرحله یوگی خود مرکز دانایی می‌گردد، و آگاهی فردیش بر تمامی محدودیت‌ها چیره می‌گردد، یعنی در سر چشمهٔ ولایی آگاهی مستغرق است. به این مرحله، نیروانا یا آزادگی از زاد و مرگ‌ها، گفته می‌شود. اینجا است که یوگی خود به حقیقتی می‌رسد که یگانگی با خدا است. 

## همچنین ببینید
- جهروکه درشن